# Витовлє
Витовлє (словен. Vitovlje) — поселення в общині Нова Гориця, Регіон Горишка, Словенія. Висота над рівнем моря: 245,6 м. Розташоване біля південних схилів Трновського плато (словен. Trnovski gozd) обабіч регіональної автомобільної дороги R2-444 Айдовщина-Нова Гориця між селами Осек і Шемпас.

## Пам'ятні місця
Церква Успіння Пресвятої Богородиці (словен. Marijino Vnebovzetje), побудована в 14-му столітті на скелястому пагорбі (604 м), що підноситься над селом, місце паломництва.
Пам'ятник полеглим в Народно-визвольній війні 1941—1945 рр.
Меморіальна плита на місці загибелі Героя Радянського Союзу Мехті Гусейн-заде.